# 轻水反应堆

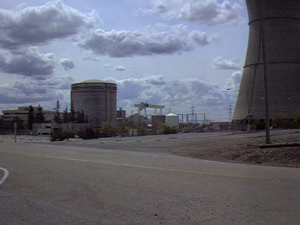
加州Rancho Seco 轻水核 電廠(2004)

轻水反应堆（Light Water Reactor, LWR）是指使用水作为冷却剂及慢化剂的核反应堆，包括沸水反應爐和压水反應爐，是目前世界上核反應爐的主要類型。
与重水反应堆相比，轻水反应堆比较廉价，减速效率也高。据统计，1992年运行的413座核电站中，轻水反應爐核电站约佔64.15%，装机容量约80%，加上正在建设和已经订货的轻水反應爐核电站将佔80%，装机容量将佔90%。

## 类型
轻水反应堆分为两类：压水反应堆（PWR）与沸水反应堆（BWR）。其主要区别是：压水反應爐包含有两个回路，一回路的压力很高，水在一回路中并不沸腾。一回路只是将反應爐的热能传递到二回路中而已；而沸水反應爐则只有一个回路，压力相对较低，水直接在反应爐中沸腾产生蒸汽。中国大陆的大亚湾核电站就是采用壓水反應爐，与美国三里岛核电站一致；而台湾第一核能发电厂则是采用沸水反應爐，福岛第一核电站也是沸水反應爐。

沸水反应堆
压水反应堆

目前轻水反应堆的型号有：
- ABWR
- AP1000
- APR-1400
- CPR-1000
- EPR
- VVER

## 事故
- 三哩岛核泄漏事故，1979年3月28日，压水堆[4][5]
- 切尔诺贝利核事故，1986年4月26日，沸水堆[6]
- 福岛第一核电站事故，2011年3月11日，沸水堆[7]

## 相關
- 蒸汽發生器
- 重水反應爐